# Севанькаев, Александр Васильевич
Александр Васильевич Севанькаев (род. 05 июля 1936, с.Судосево — 30 июля 2017, с. Русское Давыдово) — советский и российский радиобиолог, известный своими работами по радиационной цитогенетике. Доктор биологических наук, профессор. С 1987 по 2007 гг. возглавлял лабораторию радиационной цитогенетики Медицинского радиологического научного центра в Обнинске. Автор более 200 научных публикаций, 3 монографий и 1 учебного пособия.

## Биография
А. В. Севанькаев родился 5 июля 1936 года в селе Судосево Большеберезниковского района в Мордовии. В 1953 году он окончил с серебряной медалью среднюю школу в селе Сабаево. Далее учился на лечебном факультете Томского государственного медицинского института. По окончании института в 1960 году, он продолжил своё обучение в аспирантуре Института медицинской радиологии АМН СССР по специальности «общая радиобиология». Институт медицинской радиологии стал основным местом работы А. В. Севанькаева, который последовательно занимал должности младшего, старшего научного сотрудника и с февраля 1987 года — заведующего лабораторией радиационной цитогенетики.
В 1964 году А. В. Севанькаев защитил кандидатскую диссертацию по теме «Функциональное состояние вестибулярного анализатора при воздействии ионизирующей радиации в различных дозах». В 1983 он стал доктором биологических наук, в 1988 году ему присвоено звание «профессор».

## Награды
А. В. Севанькаев являлся координатором цитогенетических исследований после аварии на ЧАЭС, и за активное участие в ликвидации последствий Чернобыльской аварии он был удостоен ордена Мужества. Награждён знаком «Отличник здравоохранения» (1981), памятной медалью имени Н. В. Тимофеева-Ресовского (1993).

### Монография
- Севанькаев А. В. Радиочувствительность хромосом лимфоцитов человека в митотическом цикле. М.: Энергоатомиздат, 1987. 160 с.

### Избранные статьи
- Luchnik N. V., Sevan’kaev A. V. S. Radiation-induced chromosomal aberrations in human lymphocytes. I. Dependence on the dose of gamma-rays and an anomaly at low doses //Mutation Research/Fundamental and Molecular Mechanisms of Mutagenesis. — 1976. — Т. 36. — №. 3. — С. 363—377.
- Севанькаев А. В., Лучник Н. В. Влияние гамма-облучения на хромосомы человека. Сообщение VIII. Цитогенетический эффект низких доз при облучении in vitro // Генетика. — 1977. — Т. 13, № 3. — С. 524—532.
- Севанькаев А. В., Деденков А. Н. Актуальные проблемы современной радиобиологии в свете оценки и прогнозирования последствий аварии на Чернобыльской АЭС // Радиобиология. — 1990. — Т. 30, № 5. — С. 579—584.
- Sevan’kaev A. V., Zhloba A. A. Early and late radiation cytogenetic effects in man (The data on Chernobyl accident and Semipalatinsk nuclear firing ground). Acta Oncologia // 1991. — V. 12, № 3. — P. 201—204.
- Lloyd D. C., Sevan’kaev A. V. Cytogenetic and physical dose estimates for men highly irradiated inside the Chernobyl sarcophagus // British Journal of Radiology. — 1995. — V. 68, № 811. — P. 782.
- Севанькаев А. В., Саенко А. С. Соматический мутагенез как биологический дозиметр радиационного воздействия // Радиационная биология. Радиоэкология. — 1997. — Т. 37, № 4. — С. 560—564.
- Sevan’kaev A. V., Lloyd D. C., Edwards A. A., Michailova G. F. et al. Protracted overexposure to a Сaesium-137 source: I. Dose reconstruction. // Radiation Protection Dosimetry. — 1999. — V. 81, № 2. — P. 85-90.
- Севанькаев А. В. Некоторые итоги цитогенетических исследований в связи с оценкой последствий Чернобыльской аварии // Радиационная биология. Радиоэкология. — 2000. — Т. 40, № 5. — С. 589—597.
- Sevan’kaev A. V., Lloyd D. C., Edwards A. A., et al. Cytogenetic investigations of serious overexposures to an industrial gamma radiography source // Radiation Protection Dosimetry. — 2002. — V. 102, № 3. — P. 201—206.
- Sevan’kaev A. V., Lloyd D. C., Edwards A. A., et al. A cytogenetic follow-up of some highly irradiated victims of the Chernobyl accident // Radiation Protection Dosimetry. — 2005. — V. 113, № 2. — P. 152—161.
- Sevan’kaev A. V., Khvostunov I. K., Lloyd D. C., et al. The suitability of FISH chromosome painting and ESR-spectroscopy of tooth enamel assays for retrospective dose reconstruction // J. Radiat. Res. — 2006. — V. 47, Suppl. — P. A75-A80.
- Nugis V. Yu., Sevan’kaev A. V., Khvostunov I. K. et al. The results of 25 years of cytogenetic investigation of survivors who were exposed to different doses of irradiation during the Chernobyl accident // Biophysics. — 2011. — V. 56, № 3. — P. 537—545.
- Севанькаев A.В., Хвостунов И. К., Потетня В. И. Цитогенетические эффекты малых доз и мощностей доз при γ-облучении лимфоцитов крови человека in vitro II. Результаты цитогенетических исследований // Радиационная биология. Радиоэкология. — 2012. — Т. 52, № 1. — С. 11-24.